# Phaeoceros coriaceus
Phaeoceros coriaceus là một loài rêu trong họ Anthocerotaceae. Loài này được Stephani E.O. Campb. mô tả khoa học đầu tiên năm 1998.